# 歐文鎮區 (印地安納州傑克遜縣)
歐文鎮區（英語：Owen Township）是位於美國印地安納州傑克遜縣的一個行政鎮區。

## 地方資料
根據2010年美國人口普查的數據，歐文鎮區的面積為141.70平方千米，當中陸地面積為141.10平方千米，而水域面積為0.60平方千米。當地共有人口1572人，而人口密度為每平方千米11.09人。